# SS Ionic (1902)
SS Ionic foi um transatlântico a vapor construído em 1912 por Harland and Wolff em Belfast para a White Star Line. Ele foi o segundo navio da empresa a ser nomeado como Ionic, fazendo a rota entre o Reino Unido e a Nova Zelândia. Seus navios irmãos eram o SS Athenic e SS Corinthic.

## História
Ionic foi originalmente construído para o transporte de passageiros e carne refrigerada entre o Reino Unido e a Nova Zelândia. Ele iniciou sua viagem inaugural de Londres para Wellington no dia 16 de janeiro de 1903. Ionic foi o primeiro navio na rota da Nova Zelândia a ser equipado com um aparelho de rádio de Guglielmo Marconi. Ele foi equipado também com iluminação elétrica e teve uma plataforma de passeio aberta com as listras da White Star Line ao longo de seu casco.
Em 1914 no início da Primeira Guerra Mundial, Ionic foi requisitado como um navio de tropas pela New Zealand Expeditionary Force, e em 1915 ele quase foi afundado por um torpedo no Mar Mediterrâneo. No dia 31 de janeiro Ionic retornou ao serviço de passageiros fazendo a rota para Nova Zelândia através do Canal do Panamá.
Em 1927 Ionic socorreu a tripulação do navio de pesca francês Daisy, que havia encalhado em Grand Banks.
O Ionic foi re-equipado em 1929, antes da fusão entre a White Star Line e a Cunard Line. Passou por reforma para acomodar passageiros da terceira classe. Em 1934, após a fusão Cunard White Star, Ionic foi vendido para a companhia Shaw, Savill & Albion Line. O navio manteve seu nome, porém o prefixo SS foi alterado para RMS. O RMS Ionic foi desmontado dois anos depois em Osaka, no Japão. O Auckland War Memorial Museum preservou sua buzina.